# Milovice (Moravia meridionale)
Milovice (in tedesco Milowitz) è un comune della Repubblica Ceca facente parte del distretto di Břeclav, in Moravia Meridionale.